# Jung Jae-eun
Jung Jae-eun (kor. 정재은; ur. 11 stycznia 1980) – południowokoreańska zawodniczka taekwondo, mistrzyni olimpijska z Sydney (2000), trzykrotna medalistka mistrzostw świata.
W 2000 roku wystąpiła na igrzyskach olimpijskich w Sydney. W zawodach zwyciężyła we wszystkich pojedynkach w kategorii do 57 kg, zdobywając złoty medal i tytuł mistrzyni olimpijskiej. 
W latach 1997–2001 zdobyła trzy medale mistrzostw świata w kategorii do 55 kg (dwa złote i jeden srebrny), a w 2002 roku zwyciężyła w mistrzostwach Azji w Ammanie i Pucharze Świata w Tokio w tej samej kategorii wagowej.